# Asobara pleuralis
Asobara pleuralis är en stekelart som först beskrevs av William Harris Ashmead 1905.  Asobara pleuralis ingår i släktet Asobara och familjen bracksteklar. Inga underarter finns listade.